# Alexandre Desplat
Alexandre Desplat (Parigi, 23 agosto 1961) è un compositore francese, autore di colonne sonore cinematografiche.
Ha vinto due Oscar per la colonna sonora su un totale di 11 candidature per i film Grand Budapest Hotel e La forma dell'acqua - The Shape of Water, e ha ricevuto due candidature al David di Donatello per il miglior musicista nel 2013 e nel 2016 per il film Reality e per Il racconto dei racconti, entrambi diretti da Matteo Garrone.

## Biografia
Artista affermatosi in particolare grazie alla sua attività ad Hollywood, ha scritto le colonne sonore di La ragazza con l'orecchino di perla, Syriana, The Queen - La regina, Il bandito corso, La bussola d'oro, Lussuria, Il curioso caso di Benjamin Button, New Moon, Il profeta, Fantastic Mr. Fox, L'uomo nell'ombra e Il discorso del re. Nel gennaio 2010 è stato scelto per comporre la colonna sonora di Harry Potter e i Doni della Morte - Parte 1, ed in seguito confermato anche per il successivo e finale capitolo Harry Potter e i Doni della Morte - Parte 2.
Nel 2007 ha vinto il Golden Globe per la migliore colonna sonora originale per il film Il velo dipinto. Nell'aprile 2011 ha composto le musiche per The Tree of Life, film di Terrence Malick con Brad Pitt e Sean Penn. Continua la sua collaborazione con il regista Wes Anderson, componendo nel 2012 la colonna sonora per il film Moonrise Kingdom - Una fuga d'amore e nel 2013 quella per Grand Budapest Hotel.
Ha ottenuto nove nomination all'Oscar alla migliore colonna sonora: nel 2007 per The Queen - La regina, nel 2009 per Il curioso caso di Benjamin Button, nel 2010 per Fantastic Mr. Fox, nel 2011 per Il discorso del re, nel 2013 per Argo, nel 2014 per Philomena, e nel 2015 sia per The Imitation Game che per Grand Budapest Hotel, vincendo il premio con quest'ultimo film, successo poi bissato nel 2018 con La forma dell'acqua - The Shape of Water. Nel 2014 ha presieduto la Giuria del Concorso in occasione della 71ª Mostra internazionale d'arte cinematografica di Venezia.

## Colonne sonore
- Family Express, regia di George Nicolas Hayek (1990)
- Regarde les hommes tomber, regia di Jacques Audiard (1994)
- Un héros très discret, regia di Jacques Audiard (1996)
- Love, etc., regia di Marion Vernoux (1996)
- Uno dei due (Une chance su deux), regia di Patrice Leconte (1998)
- Rien à faire, regia di Marion Vernoux (1999)
- La partita - La difesa di Lužin (The Luzhin Defence), regia di Marleen Gorris (2000)
- Regine per un giorno (Reines d'un jour), regia di Marion Vernoux (2001)
- Sulle mie labbra (Sur mes lèvres), regia di Jacques Audiard (2001)
- La ragazza con l'orecchino di perla (Girl with a Pearl Earring), regia di Peter Webber (2003)
- Il bandito corso (L'Enquête corse), regia di Alain Berberian (2004)
- Birth - Io sono Sean (Birth), regia di Jonathan Glazer (2004)
- Syriana, regia di Stephen Gaghan (2005)
- Litigi d'amore (The Upside of Anger), regia di Mike Binder (2005)
- Hostage, regia di Florent-Emilio Siri (2005)
- Casanova, regia di Lasse Hallström (2005)
- Tutti i battiti del mio cuore (De battre mon cœur s'est arrêté), regia di Jacques Audiard (2005)
- Quand j'étais chanteur, regia di Xavier Giannoli (2006)
- Il velo dipinto (The Painted Veil), regia di John Curran (2006)
- Firewall - Accesso negato (Firewall), regia di Richard Loncraine (2006)
- The Queen - La regina (The Queen), regia di Stephen Frears (2006)
- The Alibi, regia di Matt Checkowski e Kurt Mattila (2006)
- Mr. Magorium e la bottega delle meraviglie (Mr. Magorium's Wonder Emporium), regia di Zach Helm (2007)
- Lussuria - Seduzione e tradimento (Se, jie / Lust, Caution), regia di Ang Lee (2007)
- La bussola d'oro (The Golden Compass), regia di Chris Weitz (2007)
- Giorni di guerra (L'Ennemi intime), regia di Florent Emilio Siri (2007)
- Il curioso caso di Benjamin Button (The Curious Case of Benjamin Button), regia di David Fincher (2008)
- Largo Winch, regia di Jérôme Salle (2008)
- Il profeta (Un prophète), regia di Jacques Audiard (2009)
- The Twilight Saga: New Moon, regia di Chris Weitz (2009)
- Fantastic Mr. Fox, regia di Wes Anderson (2009)
- Coco avant Chanel - L'amore prima del mito (Coco avant Chanel), regia di Anne Fontaine (2009)
- Chéri, regia di Stephen Frears (2009)
- Julie & Julia, regia di Nora Ephron (2009)
- L'uomo nell'ombra (The Ghost Writer), regia di Roman Polański (2010)
- Tamara Drewe - Tradimenti all'inglese (Tamara Drewe), regia di Stephen Frears (2010)
- Il discorso del re (The King's Speech), regia di Tom Hooper (2010)
- Harry Potter e i Doni della Morte - Parte 1 (Harry Potter and the Deathly Hallows: Part I), regia di David Yates (2010)
- Harry Potter e i Doni della Morte - Parte 2 (Harry Potter and the Deathly Hallows: Part II), regia di David Yates (2011)
- The Tree of Life, regia di Terrence Malick (2011)
- Le idi di marzo (The Ides of March), regia di George Clooney (2011)
- Carnage, regia di Roman Polański (2011)
- Molto forte, incredibilmente vicino (Extremely Loud and Incredibly Close), regia di Stephen Daldry (2011)
- Moonrise Kingdom - Una fuga d'amore (Moonrise Kingdom), regia di Wes Anderson (2012)
- Un sapore di ruggine e ossa (De rouille et d'os), regia di Jacques Audiard (2012)
- Argo, regia di Ben Affleck (2012)
- Reality, regia di Matteo Garrone (2012)
- Le 5 leggende (Rise of the Guardians), regia di Peter Ramsey (2012)
- Zero Dark Thirty, regia di Kathryn Bigelow (2012)
- Zulu, regia di Jérôme Salle (2013)
- Venere in pelliccia (La Vénus à la fourrure), regia di Roman Polański (2013)
- Philomena, regia di Stephen Frears (2013)
- Monuments Men (The Monuments Men), regia di George Clooney (2014)
- Grand Budapest Hotel (The Grand Budapest Hotel) (2014), regia di Wes Anderson (2014)
- Godzilla, regia di Gareth Edwards (2014)
- The Imitation Game, regia di Morten Tyldum (2014)
- Unbroken, regia di Angelina Jolie (2014)
- Il racconto dei racconti - Tale of Tales (Tale of Tales), regia di Matteo Garrone (2015)
- Ritorno alla vita (Every Thing Will Be Fine), regia di Wim Wenders (2015)
- Suffragette, regia di Sarah Gavron (2015)
- The Danish Girl, regia di Tom Hooper (2015)
- Lettere da Berlino (Alone in Berlin), regia di Vincent Pérez (2016)
- Florence (Florence Foster Jenkins), regia di Stephen Frears (2016)
- L'Odissea (L'Odyssée), regia di Jérôme Salle (2016)
- Pets - Vita da animali (The Secret Life of Pets), regia di Chris Renaud e Yarrow Chenney (2016)
- La luce sugli oceani (The Light Between Oceans), regia di Derek Cianfrance (2016)
- American Pastoral, regia di Ewan McGregor (2016)
- Valerian e la città dei mille pianeti (Valerian and the City of a Thousand Planets), regia di Luc Besson (2017)
- La forma dell'acqua - The Shape of Water (The Shape of Water), regia di Guillermo del Toro (2017)
- Suburbicon, regia di George Clooney (2017)
- Quello che non so di lei (D'après une histoire vraie), regia di Roman Polański (2017)
- L'isola dei cani (Isle of Dogs), regia di Wes Anderson (2018)
- I fratelli Sisters (The Sisters Brothers), regia di Jacques Audiard (2018)
- Operation Finale, regia di Chris Weitz (2018)
- Kursk, regia di Thomas Vinterberg (2018)
- L'ufficiale e la spia (J'accuse), regia di Roman Polański (2019)
- Adults in the Room, regia di Costa-Gavras (2019)
- Piccole donne (Little Women), regia di Greta Gerwig (2019)
- The Midnight Sky, regia di George Clooney (2020)
- The French Dispatch of the Liberty, Kansas Evening Sun, regia di Wes Anderson (2021)
- Io sono tuo padre (Tirailleurs), regia di Mathieu Vadepied (2022)
- The Outfit, regia di Graham Moore (2022)
- Cut! Zombi contro zombi (Coupez!), regia di Michel Hazanavicius (2022)
- The Lost King, regia di Stephen Frears (2022)
- Pinocchio di Guillermo del Toro (Guillermo del Toro's Pinocchio), regia di Guillermo del Toro (2022)
- Asteroid City, regia di Wes Anderson (2023)
- The Palace, regia di Roman Polański (2023)
- Lee, regia di Ellen Kuras (2023)
- La meravigliosa storia di Henry Sugar (The Wonderful Story of Henry Sugar), regia di Wes Anderson (2023) - cortometraggio
- Nyad - Oltre l'oceano (Nyad), regia di Elizabeth Chai Vasarhelyi e Jimmy Chin (2023)
- Erano ragazzi in barca (The Boys in the Boat), regia di George Clooney (2023)
- The Regime - Il palazzo del potere (The Regime), regia di Stephen Frears e Jessica Hobbs – miniserie TV, 3 puntate (2024)
- Il dono più prezioso (La Plus Précieuse des marchandises), regia di Michel Hazanavicius (2024)
- The Piano Lesson, regia di Malcolm Washington (2024)
- Inarrestabile (Unstoppable), regia di William Goldenberg (2025)
- La trama fenicia (The Phoenician Scheme), regia di Wes Anderson (2025)
- Eagles of the Republic, regia di Tarik Saleh (2025)
- Jurassic World - La rinascita (Jurassic World Rebirth), regia di Gareth Edwards (2025)
- Frankenstein, regia di Guillermo del Toro (2025)

## Premi e riconoscimenti
- Premio Oscar
  - 2007 - Candidatura per la miglior colonna sonora per The Queen - La regina
  - 2009 - Candidatura per la miglior colonna sonora per Il curioso caso di Benjamin Button
  - 2010 - Candidatura per la miglior colonna sonora per Fantastic Mr. Fox
  - 2011 - Candidatura per la miglior colonna sonora per Il discorso del re
  - 2013 - Candidatura per la miglior colonna sonora per Argo
  - 2014 - Candidatura per la miglior colonna sonora per Philomena
  - 2015 - Miglior colonna sonora per Grand Budapest Hotel
  - 2015 - Candidatura per la miglior colonna sonora per The Imitation Game
  - 2018 - Miglior colonna sonora per La forma dell'acqua - The Shape of Water
  - 2019 - Candidatura per la miglior colonna sonora per L'isola dei cani
  - 2020 - Candidatura per la miglior colonna sonora per Piccole donne
- Golden Globe
  - 2004 - Candidatura per la miglior colonna sonora per La ragazza con l'orecchino di perla
  - 2006 - Candidatura per la miglior colonna sonora per Syriana
  - 2007 - Miglior colonna sonora per Il velo dipinto
  - 2010 - Candidatura per la miglior colonna sonora per Il curioso caso di Benjamin Button
  - 2011 - Candidatura per la miglior colonna sonora per Il discorso del re
  - 2015 - Candidatura per la miglior colonna sonora per The Imitation Game
  - 2016 - Candidatura per la miglior colonna sonora per The Danish Girl
  - 2018 - Miglior colonna sonora per La forma dell'acqua - The Shape of Water
  - 2019 - Candidatura per la miglior colonna sonora per L'isola dei cani
  - 2020 - Candidatura per la miglior colonna sonora per Piccole donne
  - 2021 - Candidatura per la miglior colonna sonora per The Midnight Sky
  - 2022 - Candidatura per la miglior colonna sonora per The French Dispatch of the Liberty, Kansas Evening Sun
  - 2023 - Candidatura per la miglior colonna sonora per Pinocchio di Guillermo del Toro
- Premio BAFTA
  - 2010 - Candidatura per la miglior colonna sonora per Fantastic Mr. Fox
  - 2011 - Miglior colonna sonora per Il discorso del re
  - 2013 - Candidatura per la miglior colonna sonora per Argo
  - 2015 - Miglior colonna sonora per Grand Budapest Hotel
  - 2018 - Miglior colonna sonora per La forma dell'acqua - The Shape of Water
  - 2019 - Candidatura per la miglior colonna sonora per L'isola dei cani
  - 2020 - Candidatura per la miglior colonna sonora per Piccole donne
- David di Donatello
  - 2013 - Candidatura per la miglior colonna sonora per Reality
  - 2016 - Candidatura per la miglior colonna sonora per Il racconto dei racconti - Tale of Tales
- Grammy Award
  - 2010 - Candidatura per la Best Score Soundtrack Album for Motion Picture, Television or Other Visual Media per Il curioso caso di Benjamin Button
- Satellite Award
  - 2010 - Candidatura per la miglior colonna sonora per Harry Potter e i Doni della Morte - Parte 1
  - 2011 - Candidatura per la miglior colonna sonora per Harry Potter e i Doni della Morte - Parte 2
  - 2012 - Miglior colonna sonora per Argo
  - 2014 - Candidatura per la miglior colonna sonora per Philomena
  - 2015 - Candidatura per la miglior colonna sonora per The Imitation Game
  - 2016 - Candidatura per la miglior colonna sonora per The Danish Girl
  - 2018 - Candidatura per la miglior colonna sonora per La forma dell'acqua - The Shape of Water
  - 2019 - Candidatura per la miglior colonna sonora per I fratelli Sisters
- Premi César
  - 1997 - Candidatura per la miglior colonna sonora per Un héros très discret
  - 2002 - Candidatura per la miglior colonna sonora per Sulle mie labbra
  - 2006 - Miglior colonna sonora per Tutti i battiti del mio cuore
  - 2008 - Candidatura per la miglior colonna sonora per Giorni di guerra
  - 2010 - Candidatura per la miglior colonna sonora per Il profeta
  - 2011 - Miglior colonna sonora per L'uomo nell'ombra
  - 2013 - Miglior colonna sonora per Un sapore di ruggine e ossa
- Festival internazionale del cinema di Berlino
  - 2005 - Orso d'argento per la migliore colonna sonora per Tutti i battiti del mio cuore
- World Soundtrack Awards
  - 2007 - Compositore cinematografico dell'anno per Il velo dipinto e The Queen - La regina
  - 2008 - Candidatura per la Compositore cinematografico dell'anno per La bussola d'oro
  - 2009 - Compositore cinematografico dell'anno per Il curioso caso di Benjamin Button, Coco avant Chanel - L'amore prima del mito, Largo Winch e Chéri
  - 2009 - Miglior colonna sonora dell'anno per Il curioso caso di Benjamin Button
  - 2010 - Compositore cinematografico dell'anno per Julie & Julia, L'uomo nell'ombra, Fantastic Mr. Fox e The Twilight Saga: New Moon
  - 2010 - Miglior colonna sonora dell'anno per Fantastic Mr. Fox